# Butenky (rejon połtawski)
Butenky (ukr. Бутенки) – wieś na Ukrainie, w obwodzie połtawskim, w rejonie połtawskim. W 2001 liczyła 2292 mieszkańców, spośród których 2219 wskazało jako ojczysty język ukraiński, 68 rosyjski, 3 ormiański, a 2 inny.